# Bombardeo de la estación de tren de Kramatorsk
El bombardeo de la estación de tren de Kramatorsk fue el lanzamiento de dos misiles rusos a la estación de tren de la ciudad ucraniana de Kramatorsk, en el Óblast de Donetsk, el 8 de abril de 2022, durante la invasión rusa del país. Al día 14 de abril, las cifras de víctimas ascendían a 59 muertos y 109 heridos, según la investigación ucraniana.

## Ataque
Según el gobierno ucraniano, entre 1.000 y 4.000 civiles estaban presentes en la estación esperando la evacuación debido a la invasión rusa de Ucrania de 2022. Dos misiles impactaron cerca del edificio de la estación alrededor de las 10:30 ( UTC+3 ) y los primeros informes se publicaron en los medios ucranianos alrededor de las 10:45. A las 10:24 y 10:25, medios afiliados a la República Popular de Donetsk habían publicado vídeos que mostraban el lanzamiento de un par de misiles desde Shajtarsk, ciudad bajo control separatista.
Un testigo y trabajador humanitario de World Central Kitchen que presenció el ataque dijo que había escuchado "entre cinco y diez explosiones". Los informes describieron la escena como extremadamente sangrienta. Las autoridades dijeron que varias personas habían perdido extremidades en la explosión. Los cuerpos de las víctimas del ataque yacían en el sitio, en medio de equipaje abandonado.
Según los primeros informes, al menos 39 personas fueron encontradas muertas en el lugar, pero la estimación mínima de víctimas luego se elevó a 59 a medida que más sobrevivientes murieron a causa de sus heridas en el hospital. Al menos siete de los muertos eran niños.
Los misiles utilizados se identificaron inicialmente como misiles balísticos 9K720 Iskander, más tarde el gobernador Pavlo Kyrylenko afirmó que en el ataque se habían utilizado misiles Tochka-U armados con municiones de racimo. 
Uno de los misiles tenía las palabras "Por los niños" (ЗА ДЕТЕЙ) escritas en ruso. CBS News interpretó la traducción como más probable que tuviera el significado "en nombre de los niños" en lugar de sugerir un motivo intencional para atacar a los niños. Radio Free Europe/Radio Liberty lo tradujo como "por nuestros hijos".  La BBC afirma que el mensaje significa "para o en nombre de los niños". Otro de los misiles tenía el número de serie Ш91579. El número de serie permitiría identificar el origen del misil comparándolo con otros misiles utilizados en la invasión rusa de Ucrania.

## Reacciones
El presidente ucraniano Volodímir Zelenski describió lo sucedido como "Este es un mal sin límites. Y si no se castiga, nunca se detendrá." 
El presidente de Estados Unidos, Joe Biden, afirmó a través de su cuenta en Twitter lo siguiente: “El ataque de una estación ucraniana es una nueva atrocidad horrible cometida por Rusia, afectando a civiles que intentaban salir y ponerse a salvo."
El ministro de relaciones exteriores de Francia, Jean-Yves Le Drian consideró el ataque como un crimen de lesa humanidad: “Atacaron una estación donde hay refugiados, civiles y esto podría constituir un crimen de lesa humanidad”.
La Organización de las Naciones Unidas consideró como “completamente inaceptable” el ataque contra la estación de la ciudad ucraniana de Kramatorsk. La presidenta de la Comisión Europea, Ursula von der Leyen, tuiteó que "el ataque con misiles de esta mañana a una estación de tren utilizada para la evacuación de civiles en Ucrania era despreciable". El secretario de Defensa británico, Ben Wallace, condenó el ataque como un crimen de guerra.
Según el presidente de la Estación de Trenes de Ucrania, Oleksandr Kamyshin: "Este es un golpe dirigido a la infraestructura de pasajeros de la estación de trenes de Ucrania y a los residentes de la ciudad de Kramatorsk". El Servicio de Seguridad de Ucrania abrió un proceso penal en virtud del artículo 438 del Código Penal.
El analista del Royal United Services Institute, Justin Bronk, dijo que Rusia tiene como objetivo dañar la infraestructura de transporte de Ucrania para dificultar que las fuerzas ucranianas se muevan alrededor de Dombás. También sugirió que Rusia optó por ese tipo particular de misil debido a su presencia en el arsenal del ejército ucraniano, con el fin de "enturbiar las aguas".

## Respuesta de Rusia
Rusia negó cualquier participación y afirmó que se trataba de una operación de bandera falsa por parte de Ucrania. Sin embargo, más temprano en el día, los medios de comunicación prorrusos declararon que Rusia había lanzado con éxito un ataque con misiles contra las "fuerzas ucranianas" en la estación de Kramatorsk. Cuando se hizo evidente que el ataque mató a una gran cantidad de civiles, eliminaron los anuncios y Rusia comenzó a calificar el ataque como un engaño.

## Desafíos a las afirmaciones oficiales rusas
El Ministerio de Defensa de Rusia afirmó que ya no usan misiles Tochka-U; sin embargo, Amnistía Internacional, los periodistas de investigación del "Equipo de inteligencia de conflictos" y varios expertos militares anónimos ya habían informado sobre el uso de Tochkas por parte de las fuerzas rusas en Ucrania antes del ataque a Kramatorsk.  Además, los investigadores del "Proyecto Bielorruso Hajun" de código abierto habían publicado vídeos de varios camiones rusos con misiles Tochka que se dirigían de Bielorrusia a Ucrania con las marcas 'V' el 5 y el 30 de marzo. Además, el Instituto para el Estudio de la Guerra evaluó que la Octava Orden de Guardias del Ejército de Armas Combinadas de Rusia, que está activo en el área del Dombás, está equipado con misiles Tochka-U.
En la noche del 7 de abril, el canal de Telegram prorruso Записки Ветерана ("Notas de veteranos") advirtió a los civiles que no evacuaran Sláviansk y Kramatorsk por tren. El 8 de abril, el mismo día del bombardeo de la estación de tren en Kramatorsk, el Ministerio de Defensa de Rusia golpeó las estaciones de tren en Slavyansk, Pokrovsk y Barvenkovo con "misiles aéreos de alta precisión", según su propia admisión.

## Galería

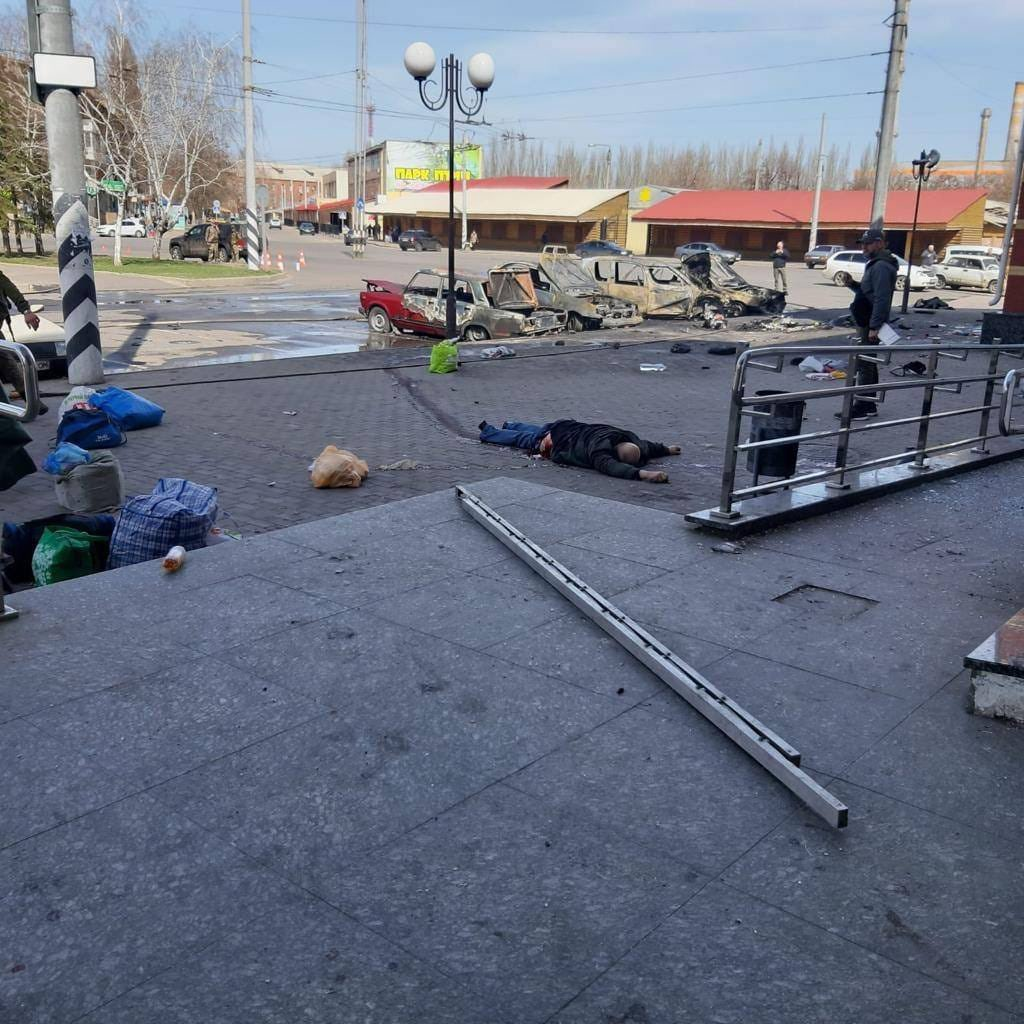
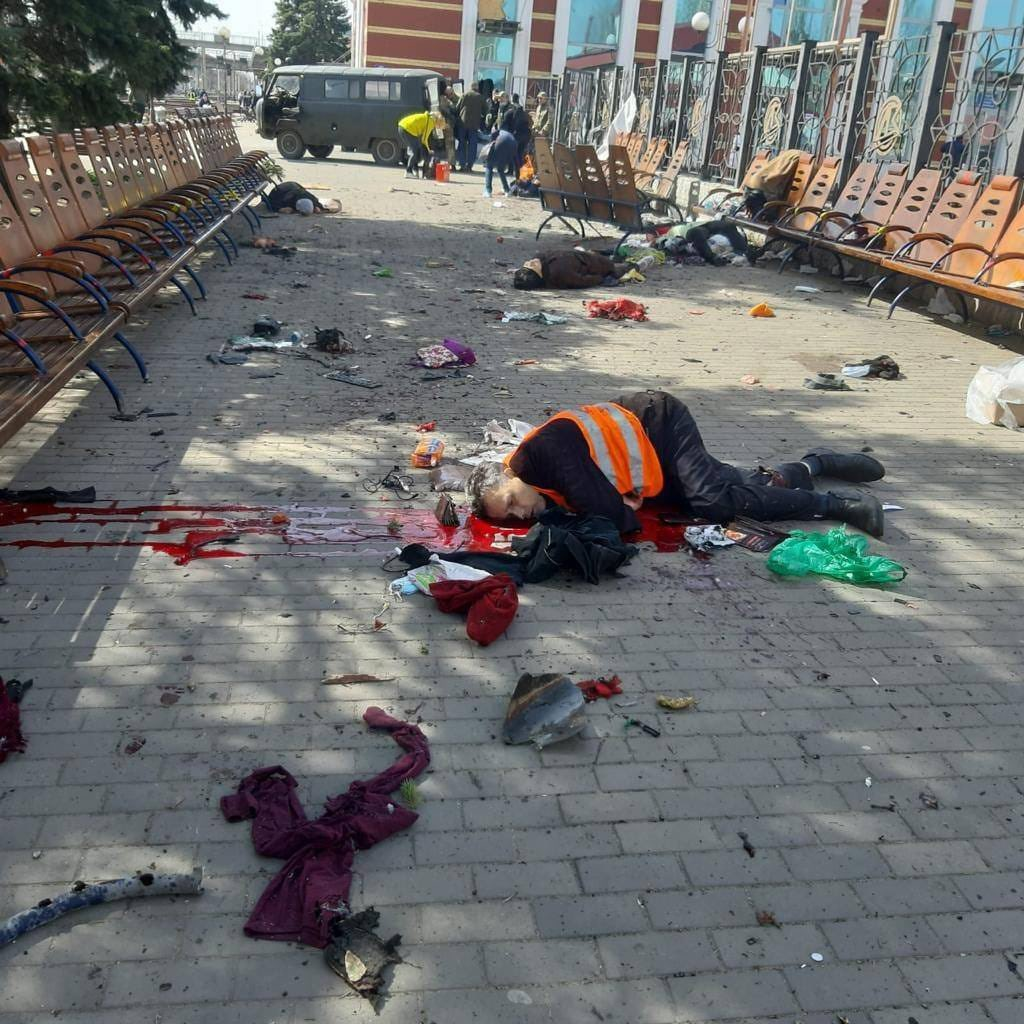
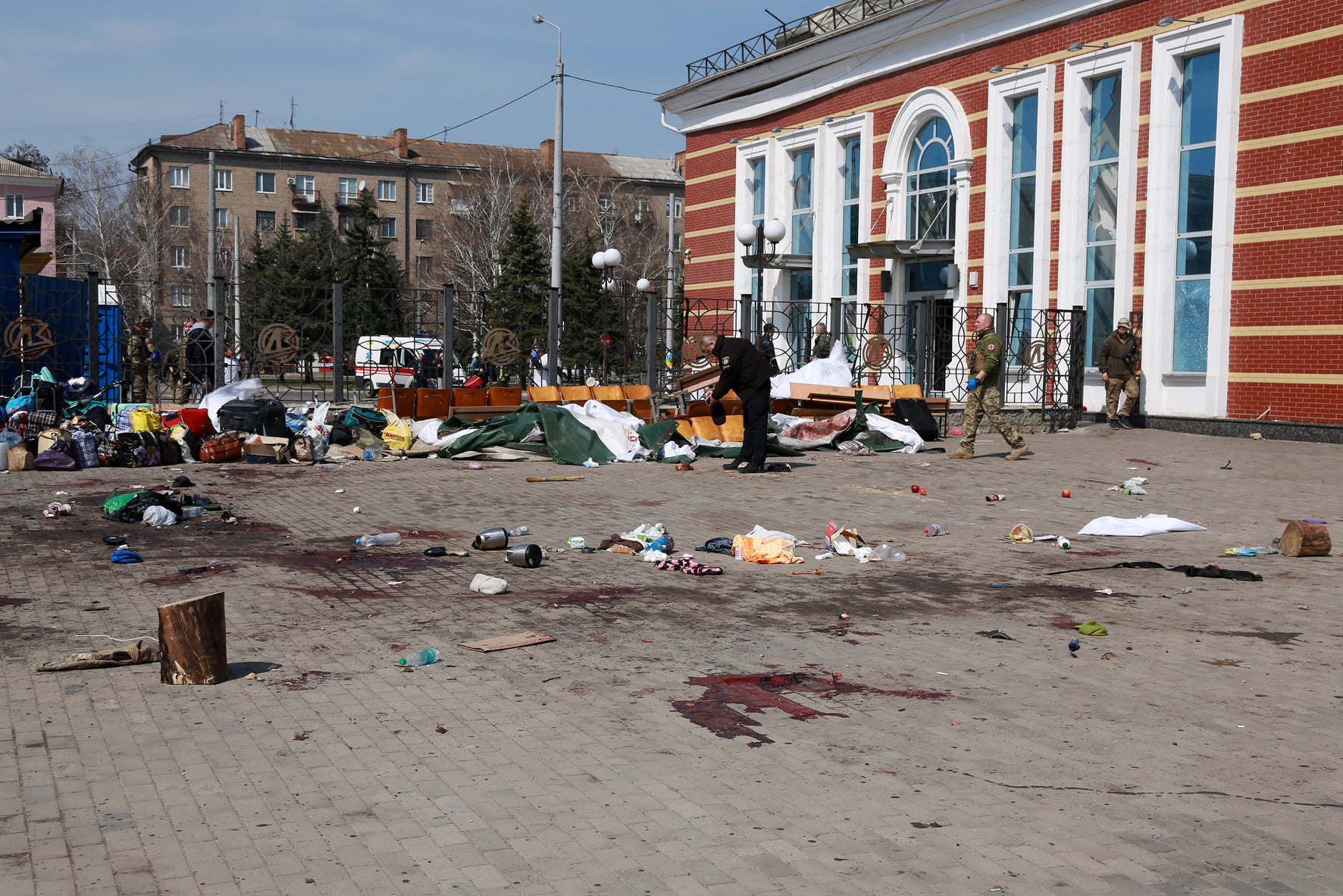